# Cryptanthus burle-marxii
Espèce
Cryptanthus burle-marxii est une espèce de plantes à fleurs de la famille des Bromeliaceae, endémique du Brésil et décrite en 1990 par le botaniste brésilien Elton Leme.

## Étymologie
L'épithète burle-marxii honore l'architecte-paysagiste brésilien Roberto Burle Marx (1909-1994).

## Distribution
L'espèce est endémique l'État du Pernambouc au nord-est du Brésil.

## Description
Selon la classification de Raunkier, l'espèce est hémicryptophyte.